# Challenger de Canberra
El Apis Canberra International es un torneo tenis celebrado en Canberra, Australia desde 2015. El evento es parte del ATP Challenger Tour y se juega al aire libre sobre pista dura.

## Palmarés

### Individuales
| Año  | Campeón               | Finalista          | Resultado         |
| ---- | --------------------- | ------------------ | ----------------- |
| 2015 | Benjamin Mitchell     | Luke Saville       | 5–7, 6–0, 6-1     |
| 2016 | Paolo Lorenzi         | Ivan Dodig         | 6–2, 6–4          |
| 2017 | Dudi Sela             | Jan-Lennard Struff | 3–6, 6–4, 6–3     |
| 2018 | Andreas Seppi         | Márton Fucsovics   | 5–7, 6–4, 6–3     |
| 2019 | Hubert Hurkacz        | Ilya Ivashka       | 6–4, 4–6, 6–2     |
| 2020 | Philipp Kohlschreiber | Emil Ruusuvuori    | 7–6 (5), 4–6, 6–3 |

### Dobles
| Año  | Campeones                             | Finalistas                        | Resultado        |
| ---- | ------------------------------------- | --------------------------------- | ---------------- |
| 2015 | Alex Bolt Andrew Whittington          | Brydan Klein Dane Propoggia       | 7–6(2), 6–3      |
| 2016 | Mariusz Fyrstenberg Santiago González | Maverick Banes Jarryd Chaplin     | 7–6(3), 6–3      |
| 2017 | Andre Begemann Jan-Lennard Struff     | Carlos Berlocq Andrés Molteni     | 6–3, 6–4         |
| 2018 | Jonathan Erlich Divij Sharan          | Hans Podlipnik Andrei Vasilevski  | 7–6 (1), 6–2     |
| 2019 | Marcelo Demoliner Hugo Nys            | André Göransson Sem Verbeek       | 3–6, 6–4, [10–3] |
| 2020 | Max Purcell Luke Saville              | Jonathan Erlich Andrei Vasilevski | 7–6 (3), 7–6(3)  |